# 危険すぎる
『危険すぎる』（きけん - ）は、元BLANKEY JET CITYメンバーの浅井健一による1枚目のソロ・シングル。

## 内容
BLANKEY JET CITYの同僚である照井利幸がレコーディングに参加した本作はテレビ朝日系「草野☆キッド」エンディング・テーマ。カップリング「REBEL REBEL」はデヴィッド・ボウイのカバーで、ボーダフォン（現：ソフトバンクモバイル）のコマーシャル・ソング。
2013年11月13日に発売された椎名林檎のコンピレーション・アルバム『浮き名』にも収録された。

## 収録曲
1. 危険すぎる
作詞・作曲・編曲：浅井健一
2. REBEL REBEL
作詞・作曲：David Bowie
3. STAR
作詞・作曲・編曲：浅井健一

## レコーディング参加
- 照井利幸 - ベース
- 茂木欣一（東京スカパラダイスオーケストラ） - ドラム
- 椎名林檎（東京事変） - コーラス

## 収録
- アルバム「Johnny Hell」